# Schichau-Werke

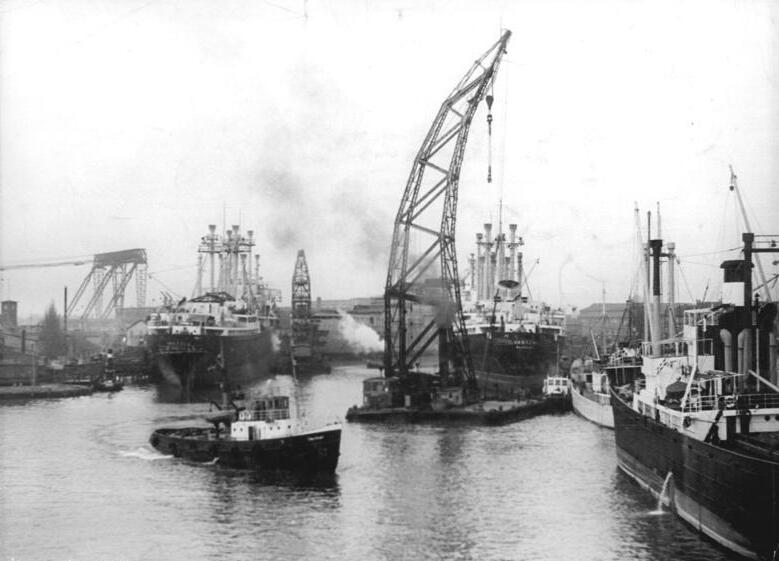
Schichau-Werke.

Schichau-Werke foi uma indústria de mecânica pesada e estaleiro da Alemanha fundada em 1847, voltada à fabricação de locomotivas e navios. Participou do esforço de Guerra da Alemanha na Primeira e Segunda Guerra Mundial produzindo u-boots.

## Navios produzidos pela Schichau-Werke
Relação parcial:

### Navio de passageiros

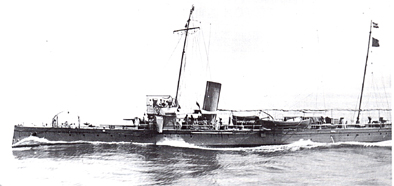
SMS Blitz (1900).

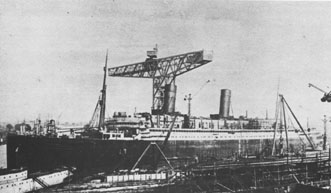
SS Columbus sendo construído no Schichau-Werke (1913).

- RMS Homeric (ex-SS Columbus)

### Naval ships

#### Encoraçados
- SMS Wettin: lançamento 6 janeiro 1901
- SMS Elsass: lançamento 26 maio 1903
- SMS Lothringen: lançamento 27 maio 1904
- SMS Oldenburg: lançamento 30 junho 1910
- SMS König Albert: lançamento 27 abril 1912

#### Submarinos (U-boots)
- Tipo VIIC (1939 - 1944) 64 submarinos produzidos
- Tipo XXI (1943 - 1945) 30 submarinos produzidos

#### Torpedeiras
- SMS S113 Großes Torpedoboot Classe 1916
- Classe Elbing (Flottentorpedoboot 1939) 15 navios